# Chryso-hypnum patens
Chryso-hypnum patens là một loài Rêu trong họ Hypnaceae. Loài này được Hampe mô tả khoa học đầu tiên năm 1870.